# Чурари (Телеорман)
Чурари (рум. Ciurari) насеље је у Румунији у округу Телеорман у општини Сачени. Oпштина се налази на надморској висини од 120 m.

## Становништво
Према подацима из 2002. године у насељу је живело 730 становника, од којих су сви румунске националности.